# 天主教弗雷德里科-威斯特法伦教区
天主教弗雷德里科-威斯特法倫教區（拉丁語：Dioecesis Vestphaleniana），是巴西一個天主教教區，位於東南部南大河州中北部，包括五十六個市。屬帕蘇豐杜總教區。
教區成立於1961年5月22日，2006年有教友310,000人，佔總人口77.7%。有卅八個堂區、司鐸六十二人。現任教區主教為安多尼·嘉祿·羅西·凱勒。